# Dinah Pfizenmaier
Dinah Pfizenmaier (ur. 13 stycznia 1992 w Bielefeld) – niemiecka tenisistka.

## Kariera tenisowa
Starty na zawodowych kortach rozpoczęła w wieku czternastu lat, w 2006 roku biorąc udział w kwalifikacjach do turnieju ITF w Bielefeld. Wystąpiła tam dzięki dzikiej karcie, ale odpadła już w pierwszej rundzie. Po raz pierwszy w turnieju głównym zagrała dwa lata później, w Versmold, ale i tym razem zakończyła występy na pierwszej rundzie. Pierwsze poważniejsze sukcesy zaczęła odnosić dopiero w 2011 roku. Najpierw, w belgijskim Knokke-Heist dotarła do półfinału a potem w fińskim Tampere osiągnęła swój pierwszy finał w grze pojedynczej, przegrywając w nim z reprezentantką gospodarzy, Piią Suomalainen. W sierpniu 2011 wygrała swój pierwszy turniej, w Brunszwiku, a dwa tygodnie później następny, w Rotterdamie. W sumie wygrała dziewięć turniejów w grze pojedynczej i dwa w grze podwójnej rangi ITF.
W kwietniu 2012 roku dwukrotnie zagrała w kwalifikacjach do turniejów cyklu WTA, w Barcelonie i Stuttgarcie, ale za każdym razem odpadała w pierwszej rundzie.
W maju 2012 roku osiągnęła drugą setkę światowego rankingu WTA, plasując się na 190. miejscu. Również w maju tego samego roku wzięła udział w kwalifikacjach do wielkoszlemowego French Open i po pokonaniu Kristýny Plíškovej, Misaki Doi i Móniki Puig awansowała do fazy głównej rozgrywek. W turnieju głównym pokonała w pierwszej rundzie Caroline Garcia natomiast w drugiej trafiła na turniejową "jedynkę", Wiktoryję Azarankę i przegrała 1:6, 1:6.
W sezonie 2013 osiągnęła trzecią rundę French Open. Po pokonaniu trzech przeciwniczek w kwalifikacjach oraz Mandy Minelli i Urszuli Radwańskiej w turnieju głównym, przegrała z Agnieszką Radwańską 3:6, 4:6. W zawodach w Palermo osiągnęła ćwierćfinał.

## Wygrane turnieje rangi ITF
| turnieje z pulą nagród 100 000 $ |
| turnieje z pulą nagród 75 000 $  |
| turnieje z pulą nagród 50 000 $  |
| turnieje z pulą nagród 25 000 $  |
| turnieje z pulą nagród 15 000 $  |
| turnieje z pulą nagród 10 000 $  |

### Gra pojedyncza
|    | Data       | Turniej   | Kat. | ($)    | Naw.     | Finalistka              | Wynik            |
| 1. | 28/08/2011 | Brunszwik | ITF  | 10 000 | ziemna   | Syna Kayser             | 7:6(5), 6:1      |
| 2. | 18/09/2011 | Rotterdam | ITF  | 25 000 | ziemna   | Stephanie Vogt          | 3:6, 6:1, 6:1    |
| 3. | 02/10/2011 | Płowdiw   | ITF  | 10 000 | ziemna   | Jovana Jakšić           | 6:4, 6:4         |
| 4. | 29/10/2011 | Netanja   | ITF  | 25 000 | twarda   | Çağla Büyükakçay        | 7:6(5), 4:6, 6:1 |
| 5. | 29/01/2012 | Kaarst    | ITF  | 10 000 | dywanowa | Alison Van Uytvanck     | 6:4, 6:4         |
| 6. | 24/03/2012 | Phuket    | ITF  | 25 000 | twarda   | Noppawan Lertcheewakarn | 6:2, 6:4         |
| 7. | 03/03/2013 | Majorka   | ITF  | 10 000 | ziemna   | Anastasia Grymalska     | 6:4, 4:6, 7:5    |
| 8. | 07/04/2013 | Torrent   | ITF  | 10 000 | ziemna   | Justine Ozga            | 6:3, 6:1         |
| 9. | 07/07/2013 | Versmold  | ITF  | 50 000 | ziemna   | Maryna Zanewśka         | 6:4, 4:6, 6:4    |